# Ryan McDonagh
Ryan McDonagh, född 13 juni 1989, är en amerikansk professionell ishockeyspelare (back) som spelar för Nashville Predators i NHL.
Han har tidigare spelat för Tampa Bay Lightning och New York Rangers.
McDonagh har vunnit Stanley Cup två gånger med Lightning, 2021 och 2022.

## Biografi
McDonagh föddes i Saint Paul, Minnesota. Under sin tid i High School blev han utsedd till Minnesotas bästa ishockeyspelare på juniorsidan. Han spelade även baseboll och amerikansk fotboll. Han fortsatte med ishockeyn i college och blev uttagen till USA:s trupp till Junior-VM 2009.

## Klubbkarriär

### NHL

#### New York Rangers
McDonagh valdes av Montreal Canadiens i den första rundan (som nummer 12 totalt) av 2007 års NHL Entry Draft. Han hann dock aldrig spela någon match för laget innan han var inblandad i ett byte där Canadiens fick Scott Gomez, Tom Pyatt och Michael Busto av New York Rangers i utbyte mot McDonagh, Christopher Higgins, Pavel Valentenko, och Doug Janik sommaren 2009. Den 6 juli 2010 skrev han kontrakt med Rangers. Han inledde säsongen 2010–11 i klubbens farmarlag Hartford Wolfpack men blev uppkallad till Rangers i januari 2011, han debuterade i NHL några dagar senare.
McDonagh gjorde sitt första NHL-mål i grundseriens sista match då han gjorde det matchavgörande 3-2 målet mot New Jersey Devils den 9 april 2011. Segern gjorde att Rangers tog en slutspelsplats. Han avslutade säsongen med 9 poäng (1 mål och 8 assist) på 40 matcher och en plus/minus-statistik på +16 vilket var näst bäst i Rangers.

#### Tampa Bay Lightning
Under tradefönstrets sista dag, 26 februari 2018, blev McDonagh tradad till Tampa Bay Lightning tillsammans med J.T. Miller, i utbyte mot Vladislav Namestnikov, Brett Howden, Libor Hájek, ett draftval i första rundan 2018 och ett villkorligt draftval i andra rundan 2019.

### Webbkällor
- ”Ryan McDonagh”. eliteprospects.com. http://www.eliteprospects.com/player.php?player=11458. Läst 5 april 2011.

### Fotnoter
1. ↑  ”Ryan McDonagh Stats and News” (på amerikansk engelska). NHL.com. https://www.nhl.com/player/ryan-mcdonagh-8474151. Läst 27 februari 2018.
2. ↑  ”Cretin-Derham Hall’s Ryan McDonagh Named Mr. Hockey”. nhl.com. Arkiverad från originalet den 24 maj 2012. https://archive.is/20120524180103/http://wild.nhl.com/club/news.htm?bcid=5260. Läst 5 april 2011.
3. ↑  ”McDonagh has always put 'D' in defense”. nhl.com. http://rangers.nhl.com/club/news.htm?id=531525. Läst 5 april 2011.
4. ↑  ”Rangers send Gomez to Canadiens”. espn.com. http://sports.espn.go.com/nhl/news/story?id=4298053. Läst 5 april 2011.
5. ↑  ”McDonagh turning pro with Rangers”. nhl.com. http://rangers.nhl.com/club/news.htm?id=533361. Läst 5 april 2011.
6. ↑  ”McDonagh getting first shot at NHL”. nhl.com. http://rangers.nhl.com/club/news.htm?id=548268. Läst 5 april 2011.
7. ↑  ”Rookie McDonagh nets game-winner for Rangers”. nypost.com. http://www.nypost.com/p/sports/rangers/rookie_mcdonagh_nets_game_winner_16vGughPClHZcR6TCf147N. Läst 29 april 2011.
8. ↑  ”Rangers trade McDonagh, Miller to Lightning as rebuild begins - Article - TSN”. TSN. 26 februari 2018. https://www.tsn.ca/rangers-trade-mcdonagh-miller-to-lightning-as-rebuild-begins-1.1011725. Läst 27 februari 2018.